# Катлама
Катлама́ (баш. ҡатлама, крымскотат. qatlama, къатлама, тат. катлама) — блюдо башкирской, крымскотатарской, карачаевской, татарской и узбекской национальных кухонь, мясной рулет, приготовленный на пару. После приготовления следует нарезать кусками толщиной в три сантиметра, залить распущенным сливочным маслом и подать на стол. Гостям такое блюдо подают редко, так как есть его нужно руками.
Татарская катлама разновидность мантов, поэтому готовится катлама обычно в мантышнице.
Также существуют слоённые лепёшки, называемые катлама. В приготовлении очень легки. Для приготовления понадобятся вода, мука, соль, жир для прослойки теста и жаренья (или подсолнечное масло).
Современный вариант блюда катлама приобретает сладкий вкус. Например, катлама с маком. Такое же тесто как и для обычной катламы, но с добавлением мака и сахара. Такой вариант катламы встречается в таджикской кухне.

## Ингредиенты
- Мука
- Мясной фарш
- Картофель
- Репчатый лук
- Куриные яйца